# Hàn (họ)
Hàn là một họ của người ở vùng Văn hóa Đông Á. Họ này khá phổ biến ở Trung Quốc (chữ Hán: 韓, Bính âm: Han), nó đứng thứ 15 trong danh sách Bách gia tính. Họ này cũng tồn tại ở Triều Tiên (Hangul: 한, Romaja quốc ngữ: Han).

## Những người Việt Nam họ Hàn có danh tiếng
- Hàn Ngọc Bích (1940 – 2015), nhạc sĩ Việt Nam[1]
- [2] Hàn Mặc Tử  (1912-1940), nhà thơ

## Những người Trung Quốc họ Hàn có danh tiếng
- Hàn Phi, nhà tư tưởng theo trường phái Pháp gia thời Chiến Quốc
- Hàn Tín, danh tướng của Lưu Bang
- Hàn An Quốc, đại thần nhà Tây Hán
- Hàn Phức, quân phiệt cuối thời Đông Hán
- Hàn Đương, tướng dưới quyền Tôn Kiên thời Tam Quốc
- Hàn Toại, nhân vật trong Tam quốc diễn nghĩa
- Hàn Diên Chi, tướng nhà Bắc Ngụy Nam Bắc triều
- Hàn Quỹ, tướng nhà Bắc Tề thời Nam Bắc triều
- Hàn Dũ, một trong Đường Tống Bát gia
- Hàn Tương Tử, một trong Bát tiên của Đạo giáo
- Hàn Thế Trung, danh tướng cuối thời Nam Tống
- Hàn Thác Trụ, tể tướng nhà Nam Tống
- Hàn Giáo Chuẩn (Tống Gia Thụ), doanh nhân và nhà cách mạng, cha của 3 chị em họ Tống
- Hàn Phúc Củ, tướng lĩnh quân đội Quốc Dân Đảng Trung Quốc, Tỉnh trưởng Sơn Đông 1930-1938 thời Trung Hoa Dân Quốc
- Hàn Tiên Sở, thượng tướng Giải phóng quân Trung Quốc
- Hàn Vệ Quốc, thượng tướng, Tư lệnh Lục quân Quân Giải phóng Nhân dân Trung Quốc
- Hàn Tùng Linh, danh thủ cờ tướng Trung Quốc
- Hàn Hải Hằng, bồ Huy-me Production, người nổi tiếng.

## Những người Hàn Quốc họ Hàn có danh tiếng
- Han Chae-young (Hán Việt: Hàn Thải Anh), nữ diễn viên Hàn Quốc
- Han Ji Hye (Hán Việt: Hàn Trí Tuệ), nữ diễn viên Hàn Quốc
- Han Geng (Han Kyung) (Hán Việt: Hàn Canh), cựu thành viên Super Junior Hàn Quốc
- Kim Jae Joong (Tên thật: Han Jaejun) (Hán Việt: Hàn Tại Tuấn), ca sĩ, nhạc sĩ, diễn viên, thành viên nhóm nhạc TVXQ Hàn Quốc
- Han Myeong Sook (Hán Việt: Hàn Minh Thục), nữ thủ tướng đầu tiên của Chính phủ Hàn Quốc
- Han Suk Kyu (Hán Việt: Hàn Thạch Khuê), nam diễn viên Hàn Quốc
- Han Seung-soo, thủ tướng Hàn Quốc
- Han (Tên thật: Han JiSung, Hán Việt: Hàn Trí Thành), ca sĩ, rapper, thành viên nhóm nhạc Stray Kids
- Han Seung-woo (Hán Việt: Hàn Thắng Vũ), ca sĩ, thành viên nhóm nhạc X1, VICTON Hàn Quốc
- Hyuk (Tên thật: Han Sang-hyuk) (Hán Việt: Hàn Tương Hách), ca sĩ, thành viên nhóm VIXX.
- Han Yu-jin (Hán Việt: Hàn Duy Thần), ca sĩ, thành viên nhóm nhạc ZEROBASEONE.
- Taesan (Tên thật: Han Dong-min) (Hán-Việt: Hàn Đông Mẫn), ca sĩ, thành viên nhóm nhạc BoyNextDoor.